# Wörterbuch deutscher Geheimsprachen
Das Wörterbuch deutscher Geheimsprachen (WGH) ist ein in den 1990er Jahren begründetes Forschungsprojekt der deutschen Sprachwissenschaft. Mit dem Erscheinen der Dokumentation im Jahr 2022 ist es abgeschlossen worden. Die Dokumentation verzeichnet den „Verdunklungswortschatz“ der unter dem Begriff Rotwelsch-Dialekte zusammengefassten rund 70 Sonder- und Geheimsprachen dieses Typs im deutschsprachigen Gebiet. Das Werk beruht im Wesentlichen auf den in den vorgängigen 30 Jahren im Zuge der Neubelebung der Sondersprachenforschung in Deutschland durchgeführten Befragungen letzter noch lebender Sprecher und auf bislang unbekannten Quellen. Die einzelnen Wörter sind nach Wortfamilien geordnet. Die Wörterbuchartikel bieten neben dem Lemma und seinen Varianten die Zuordnung zum jeweiligen Rotwelsch-Dialekt, die Bedeutungen, Angaben zur Herkunft der Wörter und Verwendungsbeispiele. In den Kapiteln, die dem Wörterbuch vorangehen, werden Quellen, Methoden, Darstellungsmuster sowie die mit dem Wörterbuch verbundenen Perspektiven der Forschung dargelegt und die Geschichte des Projekts beschrieben.

## Geschichte
Das Forschungsunternehmen ist in den 1990er Jahren an der Universität Münster von Klaus Siewert vorbereitet worden. Das theoretische Rüstzeug für das Wörterbuch deutscher Geheimsprachen, die Methoden und Darstellungsmuster, sind in der Habilitationsschrift des Herausgebers 1998 bereitgestellt worden. Wissenschaftliche Mitarbeiter an dem Projekt waren Christian Efing, Rudolf Post und Thorsten Weiland. Die Deutsche Forschungsgemeinschaft (DFG) hat das Projekt gefördert und zusätzlich ein Habilitandenstipendium gewährt.

## Perspektiven
Mit dem Wörterbuch ist die Quellengrundlage für weitergehende Fragestellungen der Sondersprachenforschung und anderer Disziplinen bereitgestellt worden. Mögliche Fragen und Perspektiven der Forschung sind dabei breit gestreut: Angesichts der am sondersprachlichen Wortschatz beteiligten Spendersprachen und Mundarten sind unter anderen die Wissenschaftsdisziplinen Allgemeine Sprachwissenschaft, Germanistik, Dialektologie, Hebraistik und Jiddistik, Neuindologie und Romistik, Romanistik, Anglistik, Slawistik und weitere betroffen. Die Fragen können dabei aus unterschiedlichen Blickrichtungen der Sprachwissenschaft gestellt werden; die verschiedenen Aspekte betreffen vor allem Phonetik und Phonologie, Morphologie, Semantik, Syntax, Pragmatik und Onomastik.
Die bei den Feldforschungen zum „Wörterbuch deutscher Geheimsprachen“ entstandenen Audio-Dokumente (Befragungen von letzten Sprechern der Rotwelsch-Dialekte) sowie die im Zusammenhang der Forschungen festgestellten schriftlichen Dokumente sollen aufgrund ihrer Bewertung als „von großer kultureller, sprach- und sozialhistorischer Bedeutung“ und von „gesamtstaatlichem Interesse“ mit Hilfe der DFG und zur ungefährdeten Bewahrung des mit den Dokumenten verbundenen Wissens 2025 in das Weltdokumentenerbe der UNESCO überführt werden. 2024 sind die Rotwelsch-Dialekte auf Antrag von Klaus Siewert vom Ministerium für Kultur und Wissenschaft des Landes Nordrhein-Westfalen als "Immaterielles Kulturerbe" / UNESCO anerkannt worden.

## Ausgabe
- Klaus Siewert: Wörterbuch deutscher Geheimsprachen. Rotwelsch-Dialekte. In Zusammenarbeit mit Rudolf Post. De Gruyter, Berlin/Boston 2023, ISBN 978-3-11-019032-8, Rezension.[6]